# Teutologia

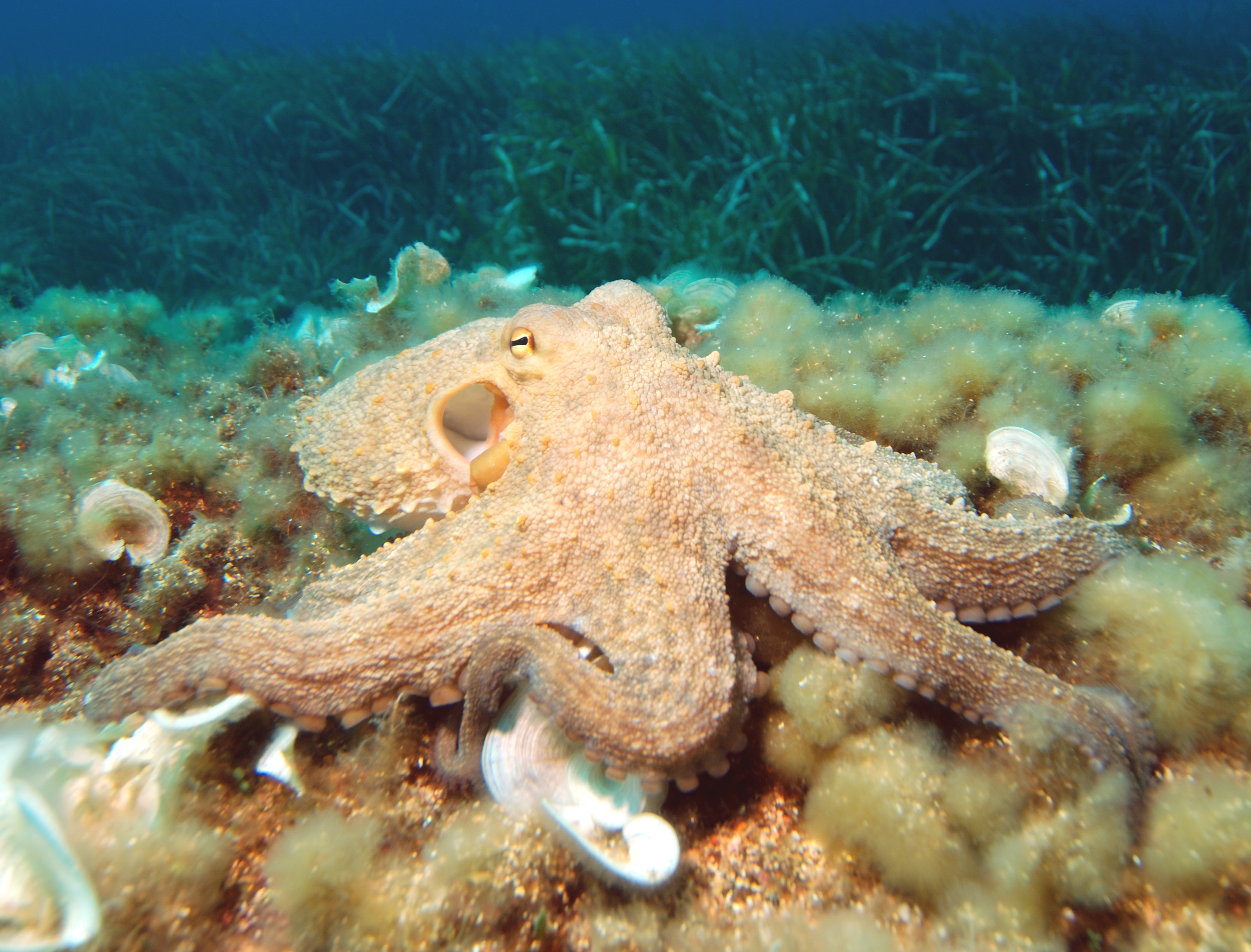
Un polpo (Octopus vulgaris)

Sepioteuthis sepioidea a Bari Reef, Bonaire

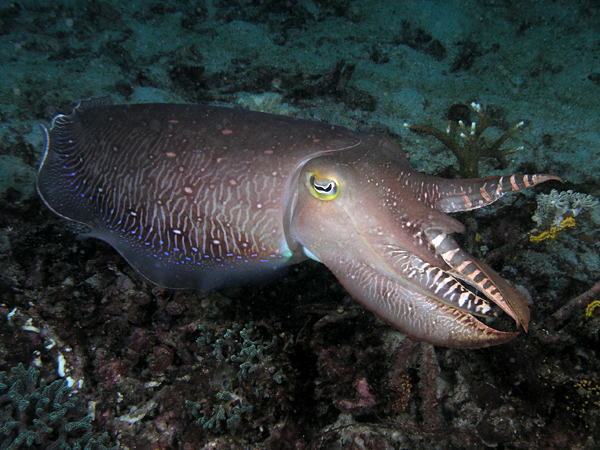
Sepia sp. Parco nazionale di Komodo

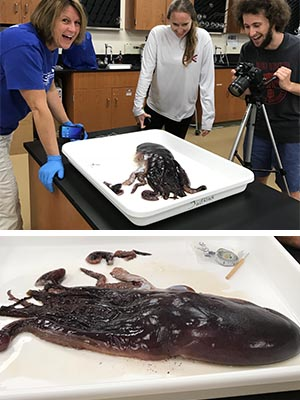
Teutologi durante l'attività di ricerca

La teutologia (dal greco antico τεῦθος, "seppia, calamaro", e -λογία, "-logia") è lo studio dei cefalopodi. I cefalopodi sono membri della classe Cephalopoda del phylum Mollusca. Alcuni esempi comuni di cefalopodi sono il polpo, il calamaro e la seppia. La teutologia è un ampio campo di studi che copre i cicli vitali dei cefalopodi, la riproduzione, l'evoluzione, l'anatomia e la tassonomia.
La teutologia è una branca specialistica della malacologia, lo studio dei molluschi, nella biologia marina. Un teutologo è uno scienziato che si occupa di teutologia.

## Ricerche recenti

### 2023
La pubblicazione della traduzione in inglese della tesi di Albin O. Ebersbach sulla descrizione dettagliata degli ottopodi cirrati introduce importanti informazioni sull'identificazione e la tassonomia in teutologia.
È stato pubblicato il terzo lavoro della serie curata da Tristian Joseph Verhoeff sulla revisione dei Cirrata.

### 2022
Nel 2022 sono stati pubblicati diversi lavori che descrivono nuove specie di cefalopodi. Due di questi lavori si trovano all'inizio della serie curata da Tristian Joseph Verhoeff, che descrive nuovi Cirrata scoperti in Australia e Nuova Zelanda Il terzo articolo descrive due nuove specie di Sepiolina scoperte anch'esse nelle acque australiane.

## Organizzazioni e risorse
- Cephalopod International Advisory Council[6]
  - Un gruppo fondato da teutologi per lo sviluppo e la crescita del loro campo di studio
- The Octopus News Magazine Online (TONMO)[7]
  - Un forum fondato per gli appassionati di cefalopodi
- Podcast: Ologies with Alie Ward, Episode: Teuthology (SQUIDS) with Sarah Anulty[8]
  - Un podcast dedicato alla teutologia